# 傅海峰
傅海峰（1983年8月23日—），广东惠来人，中国前男子羽毛球运动员，擅長雙打項目，与搭档蔡赟並稱「风云组合」。在2006年、2009年、2010年及2011年四度奪得世錦賽男雙冠軍，亦是中国国家羽毛球队贏得湯姆斯盃五連霸及蘇迪曼盃六連霸的重要成員；並在2012年倫敦奧運會奪得男雙金牌，成功完成大滿貫霸業，並在2016年與張楠搭檔再次獲得里約奧運男子雙打比賽金牌。2017正式退役，在2021年入選羽毛球世界聯會名人堂。

## 簡歷

### 童年成長
傅海峰生於广东省揭阳市惠来县，祖籍福建省连城县朋口镇朋口村。他的祖父傅世腾早年移居印尼经商，至1961年印尼排华後举家回国，並被安排在惠来县大南山华侨农场工作。由於住在农场的全是印尼归来的华侨，印尼的「国球」羽毛球在這裡很受欢迎，傅海峰的父亲傅名英更是其中的高手，經常在汕头市的比赛中取得佳绩，他后来更當上当地羽毛球队的教练。
傅海峰在6岁起便從父亲練習羽毛球。由於當地缺乏专业的场地和設施，傅海峰上的又不是專業體校，故每天只能在天还没亮時早起操練；父亲對他相當嚴格，只要他有点赖床，就会立马扭他耳朵。經歷多年刻苦訓練，9岁的傅海峰終在揭阳市第一届羽毛球比赛中初嚐佳績，在男单比賽中获得第三名。4年後（1996年），13岁的傅海峰在揭阳市第二届羽毛球比赛中贏得单打和双打兩項冠军後，便馬上被广州市运动技术学院录取。

### 早年及出道
傅海峰进入广州市运动技术学院不到两年，便被选進广东省体工队，其後更代表广东出戰2002年全国羽毛球锦标赛。在該屆的赛事中，缺少男双的广东队临时安排傅海峰改打男双，夥拍朱迪文出戰雙打赛事；但出人意料，這對僅经过短短數月训练的組合最後贏得了亚军。中国国家羽毛球队教练汤仙虎通过这次比赛，注意到进攻意识强、后场杀伤力大的傅海峰，便把他直接调上国家队。
其時，適逢国家队剛失落汤姆斯杯，教练组決意將疲弱的男双隊伍徹底改革；而傅海峰正好赶上这次重组，破格地跳過二队，直接被调进一队。教練安排进攻出色的他与网前细腻的蔡赟搭档雙打；他們的技术特点有明显的互补性，合作效果奇佳，在組合一周后的中国羽毛球公开赛上，这对新搭档便馬上击败赛事的头号种子丹麦的埃里克森/汉森，成功进入準決賽。隨著二人的表現越來越受外間注視，媒體和支持者便取他們名字的谐音（“峰”同“风”、“赟”同“云”），給他们起了「风云组合」的外號。
自此，傅海峰/蔡赟成为国家队的一双重点栽培对象，他們並在2004年湯姆斯盃作为一号男双，助中国男队在12年后重夺湯姆斯盃。同年，年仅21岁的傅海峰首次參加奥运会，惜最终以1比2（15-3、11-15、8-15）不敵丹麥的埃里克森/伦加德，八强止步。

### 公開賽、世錦賽初奪冠
2005年初，傅海峰/蔡赟在德國羽毛球公開賽贏得他們首項公开赛冠軍。一周以后，他們再戰全英羽毛球公開賽，並在決賽以2比0（15-10、15-6）擊敗應屆世锦赛冠军、丹麥組合拉斯姆森/帕斯克，贏得冠軍；這是中国男双繼李永波/田秉毅在1991年奪冠後，時隔14年始再重夺的全英賽冠军。同年6月，傅海峰入選蘇迪曼盃的代表隊，最終除助國家隊重奪這項失落一屆的獎盃外，個人更在賽事期間以时速332公里/小时的杀球，创下羽毛球最快球速记录。
2006年，傅海峰/蔡赟在年初参加的四项公开赛中皆能进入四强并两夺冠军，世界排名亦高踞第一位。5月份，傅/蔡作为一号男双，助中国队在湯姆斯盃決賽擊敗丹麦队，成功衛冕。同年9月，「风云组合」出戰西班牙舉行的世界羽毛球錦標賽，這對头号种子以連續四輪2比0的佳績晋级決賽，对戰英格兰组合罗伯·布莱尔/安东尼·克拉克；最後，他們仅用时27分钟，就以2比0（21-9、21-13）完胜對手，贏得個人首個单项世界冠军；這亦是中国男双繼1989年后，時隔17年重夺的世锦赛冠军。

### 失落京奧金牌
2007年，「風雲組合」的成績持續強勢，接連拿下新加坡超級賽、印尼超級賽、中國大師賽及法國超級賽的冠軍，以及全英超級賽、丹麥超級賽及香港超級賽的亞軍；團體賽方面，又助中國隊成功衛冕蘇迪曼盃。可惜在年中進行的世界羽毛球錦標賽，他們卻在半準決賽以1比2（21-15、18-21、19-21）敗於東道主馬來西亞的钟腾福/李万华組合，无缘卫冕。
踏入2008年奧運年，傅海峰/蔡贇在年初拿下了韓國超級賽和泰國公開賽冠軍，又助中國隊成功取得湯姆斯盃三連霸。同年8月，他們以東道主及赛会2号种子的身份出戰奧林匹克運動會羽毛球男子雙打比賽，他们在頭三場比賽以三個2比0比分先後战胜了丹麦的埃里克森/汉森、美国的马莱通/巴赫和韩国的黃智萬/李在珍，順利殺入決賽，对阵印尼组合、赛会的1号种子亨德拉·塞蒂亚万/马尔基斯·基多。最終，「風雲組合」在領先一局的情況下，被對手以2-1反勝，僅得一枚银牌，但已創下中國男双的最佳奧運成绩。
北京奥运会後，由於蔡赟表示考慮退役，教練組於是把两人拆对，分别搭档小将徐晨、沈烨出战丹麦超級赛。及後，蔡赟放棄退役念頭，「風雲組合」遂繼續為倫敦奧運打拼。

### 2010年 世錦賽二連霸
經歷令人失望的奧運會和短暫拆對後，「風雲組合」回到賽場爭取佳績。2009年8月，他們再次闖進世界羽毛球錦標賽決賽，與去屆亞軍、韩国組合鄭在成/李龍大爭奪冠軍。最終，双方戰至决胜局，並从18-18僵持到26-26，傅海峰/蔡赟在错失6个赛点后才以28-26力克对手，艰难地重奪這項世錦賽冠军。
此後，風雲經歷了一段低迷，僅能贏得中國大師賽和韓國超級賽亞軍，世界排名更一度下滑至第28位。2010年8月，他們以五号种子身分再戰世界羽毛球錦標賽，先後淘汰三号种子丹麦的玛蒂亚斯·鲍伊/卡斯腾·摩根森及奥运冠军印尼的马尔基斯·基多/亨德拉·塞蒂亚万，及時重拾佳態勇闖決賽。最終，他們在先输一局下以2比1（18-21、21-18、21-14）逆转世界排名第一的马来西亚组合古健杰/陳文宏取胜，成为世锦赛历史上第一对三奪冠軍的男双組合。

### 2011年 世錦賽三連霸
一年後，傅海峰/蔡赟再度出戰倫敦舉行的世界羽毛球錦標賽。在首轮轮空后，他們先後淘汰俄罗斯、日本和丹麦选手，在準決賽迎战宿敌韩国組合鄭在成/李龍大，这亦是雙方连续3届在世锦赛對決；最終，风云直落2局获胜，与另一对韩国选手高成炫/柳延星爭標。決賽中，风云组合先在首局挽救三个局点下險勝，再乘胜拿下第二局，以2比0（24-22、21-16）击败對手，歷史性地实现世锦赛三连冠，同时也成為首對四次夺取世锦赛男双冠军的組合。

### 2012年 倫敦奧運奪金
2012年7月，傅海峰/蔡赟代表中國出戰英國倫敦舉行的奥林匹克运动会羽毛球比賽男子雙打項目，被列为頭号种子。在小組賽階段，他們先後擊敗澳大利亞的罗斯·史密斯/格伦·沃夫、德國的英格·金德沃克/约翰尼斯·斯科特勒和中華台北的方介民/李勝木，順利晉級淘汰賽；並在首輪賽事以2比0擊敗隊友柴飚/郭振东，殺入四強。在準決賽上，蔡赟/傅海峰直落两局（21-9、21-19）擊敗马来西亚「钻石组合」古健杰/陳文宏，连续两届奥运会杀入男双决赛。
2012年8月5日，「风云组合」在决赛对阵世界排名第三的丹麦组合玛蒂亚斯·鲍伊/卡斯腾·摩根森，最终，他們只用了45分钟就以21-16、21-15直落两局击敗對手，夺得金牌，並助中国羽毛球队首次包揽奥运会全部五金。

### 2013年 世錦賽晉四強
2013年8月，傅海峰/蔡赟出戰中國廣州舉行的世界羽毛球錦標賽男子雙打項目。他們列為8號種子，故在首圈輪空；第二圈以2比0輕取比利時的對手後，第三圈又以2-0擊敗11號種子、马来西亚的云天豪/陈伟强晉級。及至半準決賽，他們面對4號種子、日本的遠藤大由/早川賢一，以2比0獲勝；但在準決賽與6號種子、印尼組合亨德拉·塞蒂亚万/穆罕默德·阿赫桑的對戰中，卻以0比2（19-21、17-21）落敗，无缘实现世锦赛男双四连冠。賽後，傅海峰表示，世界男双的竞争现在比较激烈，谁赢也很正常；他们没有选择放弃，既然上场就是要赢，竞技体育的精神是不服输，不想退役的话，就要坚持下去。

### 2016年 衛冕奧運金牌
由於風雲組合在2013年世界羽毛球錦標賽的準決賽中敗於印尼的亨德拉·塞蒂亞萬/穆罕默德·阿赫桑，意識到兩人年紀已經不小的中國隊教練組開始安排他們各自與年輕選手搭檔，其中蔡贇與魯愷搭配，而傅海峰則是與此前一直專注於混雙項目的張楠搭檔。
在2016年里約奧運會開始之前，傅海峰與張楠的組合世界排名來到最高的第三位，但由於張楠同時要兼項混合雙打而可能導致體能不足，加上從搭檔以來兩人在三年內只獲得過三座冠軍，因此兩人的成績在一開始並不被看好。2016年8月，傅海峰/張楠以第4種子的身分出戰夏季奧林匹克運動會羽毛球男子雙打比賽。兩人在小組賽階段僅敗於馬來西亞的吳蔚昇/陳蔚強，並以小組第二的成績晉級淘汰賽；在淘汰賽階段，兩人一路擊敗韓國的金基正/金沙朗和英國的馬庫斯·埃利斯/克里斯·蘭格瑞奇，在決賽時再次遭遇吳蔚昇/陳蔚強，最終在先失一局的情況下以2比1（16-21、21-11、23-21）險勝，傅海峰也成為史上第一位連續三屆闖入奧運羽毛球男子雙打決賽並奪得兩枚金牌的運動員。

### 二度宣布退役
里约奧運奪金後，傅海峰确定退役，其間有两个月的时间都没有进过球馆；但其後总教练李永波希望他能留下来幫助队伍打苏迪曼杯，于是他便回归國家隊。
2017年5月，傅海峰代表中國參加澳洲黃金海岸舉行的蘇迪曼盃，個人连续第八次参加苏杯赛。傅海峰/张楠的組合在本屆賽事曾出战三场，分別是小组赛首战香港隊，半决赛面对印度隊，以及在决赛对阵韩国队，三場都在没有太多悬念下取得勝利。然而，中國隊最终以2比3被韩国队逆转，傅海峰也因此只能以一面銀牌结束其国际赛生涯。賽後，他表示：“这确实是自己的最后一场国际比赛，不过之后还会与张楠搭档参加全运会。”教練张军則盛赞傅海峰的优秀表現：“从2008年开始和他合作，之前和他是队友，之后我以教练的身份和他相处。他给我的感觉是，我目前带的运动员里他是最让人敬佩、最让人信服以及最敬业的运动员，他的榜样作用会在男双组传递下去。”
2017年6月9日，世界羽聯發布了關於傅海峰將要告別羽壇的消息。
2017年9月，傅海峰代表廣東省參加中華人民共和國第十三屆全運會羽毛球比賽。里约奥运冠军组合傅海峰/张楠在男雙準決賽落敗，進入銅牌賽，结果以18-21、17-21败给郑思维/王斯杰，无缘奖牌。賽後，傅海峰正式掛拍，为自己超过20年的运动生涯写上句号。他认为退役是每个运动员的人生必经阶段，希望退役後能够为基层羽毛球作贡献，提升地方队年轻队员在训练上的积极性，为国家输送人才。最後，他回應記者的要求，总结自己的运动生涯：“怎么总结？两个字吧，坚持！”

### 入選世界羽聯名人堂
2021年6月2日，世界羽聯宣布傅海峰與另外兩位中國籍運動員張寧、蔡贇一同入選羽毛球世界聯會名人堂。

## 主要比賽成績
只列出曾進入準決賽的國際賽事成績：
| 年份   | 賽事                     | 公開賽級別 | 項目     | 拍檔   | 成績   |
| ------ | ------------------------ | ---------- | -------- | ------ | ------ |
| 2002年 | 中国羽毛球公开赛         | 不適用     | 男子雙打 | 蔡赟   | 準決賽 |
| 2003年 | 泰国羽毛球公开赛         | 不適用     | 男子雙打 | 蔡赟   | 準決賽 |
| 2003年 | 世界羽毛球錦標賽         | 其他       | 男子雙打 | 蔡赟   | 銅牌   |
| 2003年 | 德国羽毛球公开赛         | 不適用     | 男子雙打 | 蔡赟   | 亞軍   |
| 2003年 | 马来西亚羽毛球公开赛     | 不適用     | 男子雙打 | 蔡赟   | 亞軍   |
| 2003年 | 中国羽毛球公开赛         | 不適用     | 男子雙打 | 蔡赟   | 準決賽 |
| 2004年 | 瑞士羽毛球公开赛         | 不適用     | 男子雙打 | 蔡赟   | 冠軍   |
| 2004年 | 全英羽毛球公開賽         | 不適用     | 男子雙打 | 蔡赟   | 準決賽 |
| 2004年 | 日本羽毛球公开赛         | 不適用     | 男子雙打 | 蔡赟   | 冠軍   |
| 2004年 | 湯姆斯盃                 | 其他       | 男子團體 | －     | 金牌   |
| 2004年 | 印尼羽毛球公开赛         | 不適用     | 男子雙打 | 蔡赟   | 亞軍   |
| 2005年 | 德国羽毛球公开赛         | 不適用     | 男子雙打 | 蔡赟   | 冠軍   |
| 2005年 | 全英羽毛球公开赛         | 不適用     | 男子雙打 | 蔡赟   | 冠軍   |
| 2005年 | 日本羽毛球公开赛         | 不適用     | 男子雙打 | 蔡赟   | 準決賽 |
| 2005年 | 蘇迪曼盃                 | 其他       | 混合團體 | －     | 金牌   |
| 2005年 | 马来西亚羽毛球公开赛     | 不適用     | 男子雙打 | 蔡赟   | 亞軍   |
| 2005年 | 香港羽毛球公開賽         | 不適用     | 男子雙打 | 蔡赟   | 冠軍   |
| 2005年 | 羽毛球世界杯             | 其他       | 男子雙打 | 蔡赟   | 金牌   |
| 2006年 | 中国羽毛球大师赛         | 不適用     | 男子雙打 | 蔡赟   | 亞軍   |
| 2006年 | 湯姆斯盃                 | 其他       | 男子團體 | －     | 金牌   |
| 2006年 | 马来西亚羽毛球公开赛     | 不適用     | 男子雙打 | 蔡赟   | 準決賽 |
| 2006年 | 中华台北羽毛球公开赛     | 不適用     | 男子雙打 | 蔡赟   | 冠軍   |
| 2006年 | 澳门羽毛球公开赛         | 不適用     | 男子雙打 | 蔡赟   | 冠軍   |
| 2006年 | 世界羽毛球錦標賽         | 其他       | 男子雙打 | 蔡赟   | 金牌   |
| 2006年 | 香港羽毛球公開賽         | 不適用     | 男子雙打 | 蔡赟   | 準決賽 |
| 2006年 | 日本羽毛球公開賽         | 不適用     | 男子雙打 | 蔡赟   | 準決賽 |
| 2006年 | 中国羽毛球公开赛         | 不適用     | 男子雙打 | 蔡赟   | 亞軍   |
| 2006年 | 羽毛球世界盃             | 其他       | 男子雙打 | 蔡赟   | 銅牌   |
| 2006年 | 亞洲運動會羽毛球比賽     | 其他       | 男子團體 | －     | 金牌   |
| 2007年 | 全英羽毛球超級賽         | 超級賽     | 男子雙打 | 蔡赟   | 亞軍   |
| 2007年 | 新加坡羽毛球超級賽       | 超級賽     | 男子雙打 | 蔡赟   | 冠軍   |
| 2007年 | 印尼羽毛球超级赛         | 超級賽     | 男子雙打 | 蔡赟   | 冠軍   |
| 2007年 | 蘇迪曼盃                 | 其他       | 混合團體 | －     | 金牌   |
| 2007年 | 中國羽毛球大師賽         | 超級賽     | 男子雙打 | 蔡赟   | 冠軍   |
| 2007年 | 澳門羽毛球黃金大獎賽     | 黃金大獎賽 | 男子雙打 | 蔡赟   | 準決賽 |
| 2007年 | 丹麥羽毛球超級賽         | 超級賽     | 男子雙打 | 蔡赟   | 準決賽 |
| 2007年 | 法國羽毛球超級賽         | 超級賽     | 男子雙打 | 蔡赟   | 冠軍   |
| 2007年 | 香港羽毛球超級賽         | 超級賽     | 男子雙打 | 蔡赟   | 亞軍   |
| 2008年 | 馬來西亞羽毛球超級賽     | 超級賽     | 男子雙打 | 蔡赟   | 準決賽 |
| 2008年 | 韓國羽毛球超級賽         | 超級賽     | 男子雙打 | 蔡赟   | 冠軍   |
| 2008年 | 湯姆斯盃                 | 其他       | 男子團體 | －     | 金牌   |
| 2008年 | 泰國羽毛球黃金大獎賽     | 黃金大獎賽 | 男子雙打 | 蔡赟   | 冠軍   |
| 2008年 | 奧林匹克運動會羽毛球比賽 | 其他       | 男子雙打 | 蔡赟   | 銀牌   |
| 2008年 | 中國羽毛球大師賽         | 超級賽     | 男子雙打 | 蔡赟   | 準決賽 |
| 2008年 | 丹麥羽毛球超級賽         | 超級賽     | 男子雙打 | 沈烨   | 亞軍   |
| 2009年 | 全英羽毛球超級賽         | 超級賽     | 男子雙打 | 蔡赟   | 冠軍   |
| 2009年 | 瑞士羽毛球超級賽         | 超級賽     | 男子雙打 | 蔡赟   | 準決賽 |
| 2009年 | 蘇迪曼盃                 | 其他       | 混合團體 | －     | 金牌   |
| 2009年 | 印尼羽毛球超級賽         | 超級賽     | 男子雙打 | 蔡赟   | 亞軍   |
| 2009年 | 世界羽毛球锦标赛         | 其他       | 男子雙打 | 蔡赟   | 金牌   |
| 2009年 | 中國羽毛球大師賽         | 超級賽     | 男子雙打 | 蔡赟   | 亞軍   |
| 2010年 | 韓國羽毛球超級賽         | 超級賽     | 男子雙打 | 蔡赟   | 亞軍   |
| 2010年 | 湯姆斯盃                 | 其他       | 男子團體 | －     | 金牌   |
| 2010年 | 世界羽毛球錦標賽         | 其他       | 男子雙打 | 蔡赟   | 金牌   |
| 2010年 | 中國羽毛球大師賽         | 超級賽     | 男子雙打 | 蔡赟   | 冠軍   |
| 2010年 | 日本羽毛球超級賽         | 超級賽     | 男子雙打 | 蔡赟   | 冠軍   |
| 2010年 | 亞洲運動會羽毛球比賽     | 其他       | 男子團體 | －     | 金牌   |
| 2010年 | 世界羽聯超級系列賽總決賽 | 首要超級賽 | 男子雙打 | 蔡赟   | 準決賽 |
| 2011年 | 全英羽毛球首要超級賽     | 首要超級賽 | 男子雙打 | 蔡赟   | 準決賽 |
| 2011年 | 亞洲羽毛球錦標賽         | 其他       | 男子雙打 | 蔡赟   | 金牌   |
| 2011年 | 蘇迪曼盃                 | 其他       | 混合團體 | －     | 金牌   |
| 2011年 | 印尼羽毛球首要超級賽     | 首要超級賽 | 男子雙打 | 蔡赟   | 冠軍   |
| 2011年 | 新加坡羽毛球超級賽       | 超級賽     | 男子雙打 | 蔡赟   | 冠軍   |
| 2011年 | 世界羽毛球錦標賽         | 其他       | 男子雙打 | 蔡赟   | 金牌   |
| 2011年 | 日本羽毛球超級賽         | 超級賽     | 男子雙打 | 蔡赟   | 冠軍   |
| 2011年 | 中国羽毛球大师赛         | 超級賽     | 男子雙打 | 蔡赟   | 亞軍   |
| 2011年 | 丹麥羽毛球首要超級賽     | 首要超級賽 | 男子雙打 | 蔡赟   | 亞軍   |
| 2011年 | 法國羽毛球超級賽         | 超級賽     | 男子雙打 | 蔡赟   | 亞軍   |
| 2011年 | 香港羽毛球超級賽         | 超級賽     | 男子雙打 | 蔡赟   | 冠軍   |
| 2012年 | 韓國羽毛球首要超級賽     | 首要超級賽 | 男子雙打 | 蔡赟   | 冠軍   |
| 2012年 | 全英羽毛球首要超級賽     | 首要超級賽 | 男子雙打 | 蔡赟   | 亞軍   |
| 2012年 | 湯姆斯盃                 | 其他       | 男子團體 | －     | 金牌   |
| 2012年 | 夏季奧林匹克運動會       | 其他       | 男子雙打 | 蔡赟   | 金牌   |
| 2012年 | 香港羽毛球超級賽         | 超級賽     | 男子雙打 | 蔡赟   | 冠軍   |
| 2012年 | 世界羽聯超級系列賽總決賽 | 首要超級賽 | 男子雙打 | 蔡赟   | 準決賽 |
| 2013年 | 蘇迪曼盃                 | 其他       | 混合團體 | －     | 金牌   |
| 2013年 | 新加坡羽毛球超級賽       | 超級賽     | 男子雙打 | 蔡赟   | 準決賽 |
| 2013年 | 世界羽毛球錦標賽         | 其他       | 男子雙打 | 蔡赟   | 銅牌   |
| 2014年 | 韓國羽毛球超級賽         | 超級賽     | 男子雙打 | 洪炜   | 亞軍   |
| 2014年 | 瑞士羽毛球黃金大獎賽     | 黃金大獎賽 | 男子雙打 | 张楠   | 亞軍   |
| 2014年 | 湯姆斯盃                 | 其他       | 男子團體 | －     | 銅牌   |
| 2014年 | 印尼羽毛球首要超級賽     | 首要超級賽 | 男子雙打 | 张楠   | 準決賽 |
| 2014年 | 亞洲運動會羽毛球比賽     | 其他       | 男子團體 | －     | 銀牌   |
| 2014年 | 丹麥羽毛球首要超級賽     | 首要超級賽 | 男子雙打 | 张楠   | 冠軍   |
| 2015年 | 全英羽毛球首要超級賽     | 首要超級賽 | 男子雙打 | 张楠   | 亞軍   |
| 2015年 | 新加坡羽毛球超級賽       | 超級賽     | 男子雙打 | 张楠   | 亞軍   |
| 2015年 | 蘇迪曼盃                 | 其他       | 混合團體 | －     | 金牌   |
| 2015年 | 印尼羽毛球首要超級賽     | 首要超級賽 | 男子雙打 | 张楠   | 亞軍   |
| 2015年 | 中華台北羽毛球黃金大獎賽 | 黃金大獎賽 | 男子雙打 | 张楠   | 冠軍   |
| 2015年 | 日本羽毛球超級賽         | 超級賽     | 男子雙打 | 张楠   | 亞軍   |
| 2015年 | 韓國羽毛球超級賽         | 超級賽     | 男子雙打 | 张楠   | 準決賽 |
| 2015年 | 丹麥羽毛球首要超級賽     | 首要超級賽 | 男子雙打 | 张楠   | 準決賽 |
| 2016年 | 新加坡羽毛球超級賽       | 超級賽     | 男子雙打 | 张楠   | 冠軍   |
| 2016年 | 亞洲羽毛球錦標賽         | 其他       | 男子雙打 | 张楠   | 銅牌   |
| 2016年 | 奧林匹克運動會羽毛球比賽 | 其他       | 男子雙打 | 张楠   | 金牌   |
| 2017年 | 馬來西亞羽毛球首要超級賽 | 首要超級賽 | 男子雙打 | 郑思维 | 亞軍   |
| 2017年 | 蘇迪曼盃                 | 其他       | 混合團體 | －     | 銀牌   |

| 2007-2017年 | 首要超級賽 | 超級賽 | 黃金大獎賽 | 大獎賽 | 國際挑戰賽 | 國際系列賽 | 未來系列賽 | 其他 |

### 世界冠軍頭銜
傅海峰在羽毛球生涯中共奪得18項羽毛球世界冠軍頭銜。
| 賽事                     | 奪冠次數 | 年份                                                       |
| ------------------------ | -------- | ---------------------------------------------------------- |
| 奧林匹克運動會羽毛球比賽 | 2        | 2012年（男子雙打）、2016年（男子雙打）                     |
| 世界羽毛球錦標賽         | 4        | 2006年、2009年、2010年、2011年（男子雙打）                 |
| 湯姆斯盃                 | 5        | 2004年、2006年、2008年、2010年、2012年（男子團體）         |
| 蘇迪曼盃                 | 6        | 2005年、2007年、2009年、2011年、2013年、2015年（混合團體） |
| 羽毛球世界盃             | 1        | 2005年                                                     |
| 總計                     | 18       |                                                            |

### 奧運會和世錦賽參賽紀錄
|          | 搭檔 | 2004 | 2005 | 2006 | 2007 | 2008 | 2009 | 2010 | 2011 | 2012 | 2013 | 2014 | 2015 | 2016 |
| -------- | ---- | ---- | ---- | ---- | ---- | ---- | ---- | ---- | ---- | ---- | ---- | ---- | ---- | ---- |
| 男子雙打 | 蔡赟 | 8強  | 16強 | 金牌 | 8強  | 銀牌 | 金牌 | 金牌 | 金牌 | 金牌 | 銅牌 | －   | －   | －   |
| 男子雙打 | 张楠 | －   | －   | －   | －   | －   | －   | －   | －   | －   | －   | －   | 8強  | 金牌 |

## 主要對賽紀錄
傅海峰與不同搭檔的主要對手的對賽成績如下（只列出對賽六次或以上對手，截至2017年11月26日）：
男雙 - 蔡贇
| 對手                              | 對賽次數 | 對賽結果 | 對賽結果 | 總計 |
| 對手                              | 對賽次數 | 勝       | 負       | 總計 |
| --------------------------------- | -------- | -------- | -------- | ---- |
| 鄭在成 李龍大                     | 21       | 9        | 12       | -3   |
| 陳文宏 古健傑                     | 15       | 11       | 4        | +7   |
| 卡斯騰·摩根森 瑪蒂亞斯·鮑伊       | 11       | 7        | 4        | +3   |
| 馬丁·倫加德·漢森 延斯·埃里克森    | 11       | 6        | 5        | +1   |
| 盧盧克·哈迪揚托 阿爾文特·尤利安托 | 10       | 8        | 2        | +6   |
| 李萬華 鍾騰福                     | 10       | 4        | 6        | -2   |
| 亨德拉·塞蒂亞萬 馬爾基斯·基多     | 9        | 6        | 3        | +3   |
| 喬納斯·拉斯姆森 拉爾斯·帕斯克     | 9        | 4        | 5        | -1   |
| 高成炫 柳延星                     | 8        | 7        | 1        | +6   |
| 白國豪 吳俊明                     | 7        | 7        | 0        | +7   |
| 王順福 陳斌生                     | 7        | 6        | 1        | +5   |
| 川前直樹 佐藤翔治                 | 6        | 6        | 0        | +6   |
| 李勝木 方介民                     | 6        | 6        | 0        | +6   |
| 吳俊明 陳甲亮                     | 6        | 3        | 3        | 0    |
| 其他選手                          | 259      | 228      | 31       | +197 |
| 總計                              | 395      | 318      | 77       | +241 |

男雙 - 張楠
| 對手                            | 對賽次數 | 對賽結果 | 對賽結果 | 總計 |
| 對手                            | 對賽次數 | 勝       | 負       | 總計 |
| ------------------------------- | -------- | -------- | -------- | ---- |
| 李龍大 柳延星                   | 9        | 3        | 6        | -3   |
| 穆罕默德·阿赫桑 亨德拉·塞蒂亞萬 | 8        | 5        | 3        | +2   |
| 早川賢一 遠藤大由               | 7        | 5        | 2        | +3   |
| 其他選手                        | 94       | 78       | 16       | +62  |
| 總計                            | 118      | 91       | 27       | +64  |